# Estado (análise funcional)
Em análise funcional, um estado numa C*-álgebra é uma função linear positiva de norma 1. O conjunto de estados de uma C*-álgebra A, algumas vezes escrita de forma {\displaystyle S(A)}, é sempre um conjunto convexo. Os pontos extremos de {\displaystyle S(A)} são chamados estados puros.
Na formulação da C*-álgebra da mecânica quântica, estados neste sentido correspondem a estados físicos, isto é: são mapeamentos dos observáveis físicos dos seus resultados esperados de medição.

## Propriedades dos estados
- um estado tracial é um estado {\displaystyle \tau } que obedece

{\displaystyle \tau (AB)=\tau (BA)\;}
- um estado {\displaystyle \tau } é chamado normal, se e somente se para toda sequência generalizada {\displaystyle H_{\alpha }} dos operadores com limite superior H, {\displaystyle \tau (H_{\alpha })\;} converge para {\displaystyle \tau (H)\;}.

- um estado é chamado confiável, se a imagem dos operadores estritamente positivos é ela própria estritamente positiva.

## Leitura recomendada
- H. Lin (2001). An Introduction to the Classification of Amenable C*-algebras (em inglês). [S.l.]: World Scientific